# День бульдозериста
«День бульдозериста» — рассказ современного российского писателя Виктора Пелевина.

## Содержание
Действие сатирического рассказа происходит при власти, похожей на советскую, в неопределённое время — то ли антиутопия, то ли гротеск. Место действия рассказа — закрытый город Уран-Батор, ранее носивший другое имя. Явственно отражённые реалии СССР доведены до абсурда. Все в городе работают над производством оружия, но при этом в местной газете «Красный полураспад» завод по производству водородных бомб называется «Уран-Баторской консервной фабрикой» линия сборки водородных бомб — «цехом плюшевой игрушки средней мягкости», фабрика химического оружия — «Трикотажницей». Процветает пьянство. Из-за радиации в городе множество мутантов. Всюду в городе висят плакаты, прославляющие Санделя, Мундинделя и Бабаясина (последний упоминается также в романе «Чапаев и Пустота»; ср. Институт Маркса—Энгельса—Ленина). В музее показывают первые советские приказы: «Декрет о земле», «Декрет о небе» и «Приказ № 1», полностью запретивший въезжать и выезжать из города. Секретарь парткома применяет секретную технику «Партай-Чи», позволяющую человеку самых острых способностей мгновенно принять линию партии. Марксистский словарь от долгого употребления заменил собой обсценную лексику, — вместо того, чтобы матюгаться, как раньше, герои «маюгаются»: «май его знает», «маюги травить», «одномайственно», «даже на маяву не пьют», «какого же ты мая». В рассказе описана словесная дуэль, которую выигрывает виртуоз «маюг» Валерка-диалектик (=матерщинник).
Действие рассказа происходит во время праздника: нелепого Дня бульдозериста. Главный герой — американский шпион, который забыл об этом, постоянно выпивая с остальными мужиками. Но на заводе водородная бомба сорвалась и ударила его по почкам. После несчастного случая у героя случилась амнезия и он не пил две недели. Весь рассказ он пытается вспомнить, каким он был раньше. В итоге он вспоминает, что он американский шпион, и что ему надо бежать. Герой идёт к вокзалу, однако неизвестно, удалось ли ему покинуть Уран-Батор.
Собственно празднование Дня бульдозериста представляет собой псевдокарнавал. Участники празднования уподобляются шестерням какого-то механизма. Ходя по кругу, они, подобно зубчатой передаче, жмут руки членам городского актива. Так демонстрируется единство партии с народом, но в то же время люди уподобляются роботам.
Рассказ является сатирической критикой СССР, написанным в манере абсурда. Он может быть уподоблен таким книгам, как «Зияющие высоты» или «Маскировка», отличаясь от них краткостью формы.

## Список персонажей
- Иван Ильич Померанцев (тж. Константин Победоносцев)
- Валерка-«диалектик»
- Алтынина, Галина Николаевна
- Бабаясин
- Васька (из «Красного полураспада»)
- главврач
- жена Валерки
- «жужло баба»
- Кожеуров — редактор «Красного полураспада»
- корреспондент «Уран-Баторской правды»
- Копчёнов — председатель совкома
- мальчик в шортах и курточке с капюшоном, искавший спички
- Марат — сын Валерки
- Мундиндель
- Осьмаков
- певец с румяным лицом
- Пётр
- пионер-экскурсовод
- распорядитель колонны
- Сандель
- совкомовский завкультурой (с протезом)
- старик с лыжами из сна (Иван Ильич Копчёнов)
- Химик с «Трикотажницы», травивший маюги
- другой химик
- человек в сером френче с аккордеоном

## Публикация
Рассказ впервые опубликован в фантастическом альманахе «Завтра» (выпуск 2) в 1991 году и в том же году в составе первого авторского сборника Пелевина «Синий фонарь».

## Отзывы и критика
Пелевин жёстко возражает имеющим место многочисленным попыткам придать коммунистической идеологии некий христианский окрас. В «Дне бульдозериста» они связаны с именем «мушкетёра в берете» Николая Бердяева: «В коммунизме есть здоровое, верное и вполне согласное с христианством понимание жизни каждого человека, как служения сверхличной цели…» Пелевин доводит тезис «служения сверхличной цели» до зловещего гротеска.Виктор Куллэ
Пелевин изблевал из себя семидесятые-восьмидесятые годы, написав «День бульдозериста» и «Омон Ра»; его таланта и точности хватило на девяностые — и появилась повесть «Generation «П»».Дмитрий Быков
Филолог Гасан Гусейнов в книге «Советские идеологемы в русском дискурсе 1990-х» соглашается с Александром Антоновым считать языковые конструкции-неологизмы, использованные Пелевиным в «Дне бульдозериста» «обсценным переосмыслением лозунга в постмодернистском стёбе».
Л. Ф. Алексеева относит рассказ Пелевина к жанру дистопии — антиутопии с сатирическим пафосом.